# Bezmian

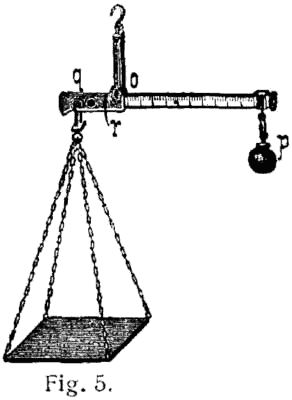
Bezmian

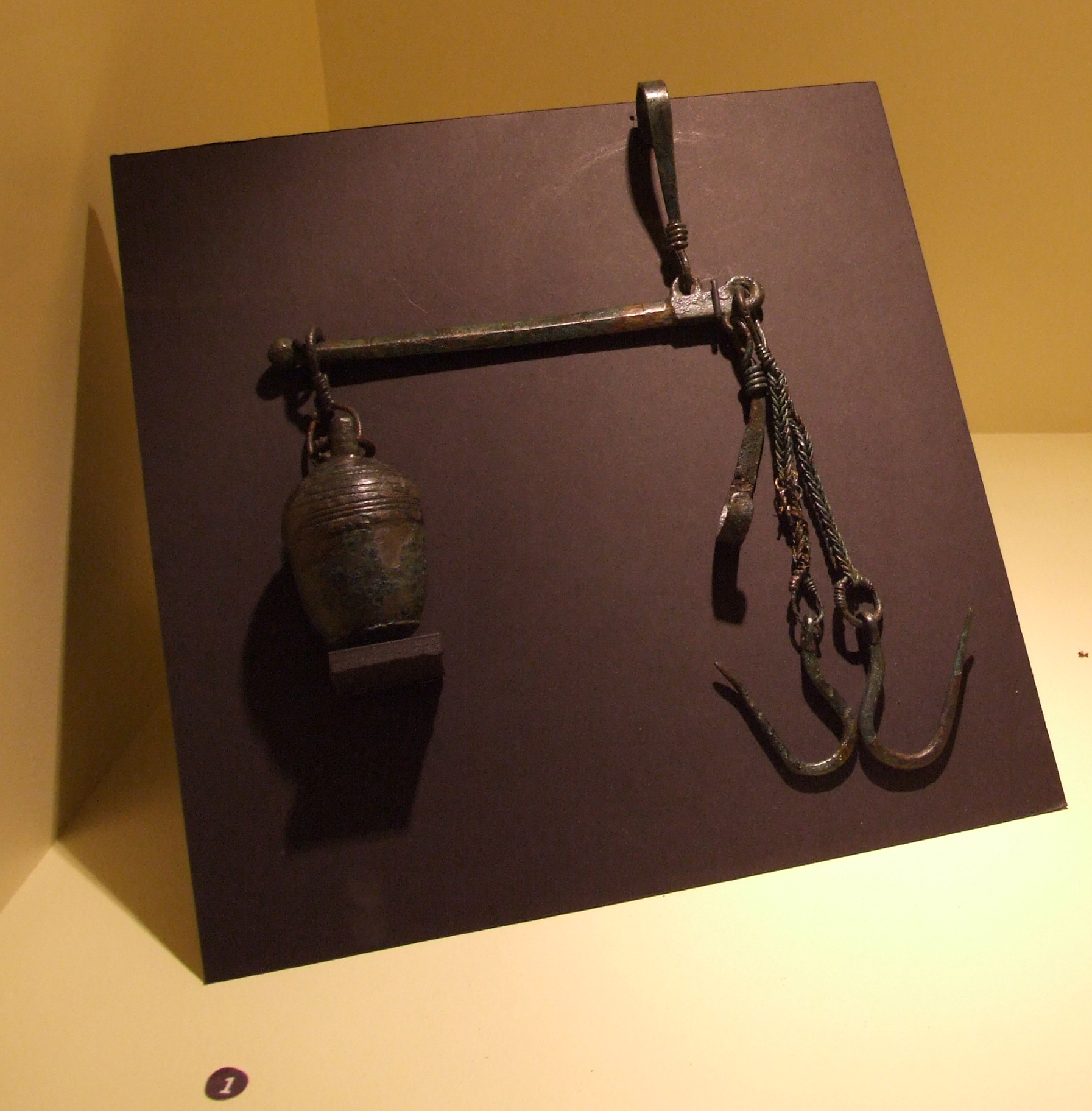
Bezmian z Pompejów

Bezmian, inaczej przezmian, waga rzymska, waga przesuwnikowa – waga składająca się z ramienia (rodzaj dźwigni dwustronnej) posiadającego na jednym końcu haczyk do zawieszenia ważonego przedmiotu, a na drugim stały obciążnik. Ważenie polegało na takim umiejscowieniu punktu zawieszenia dźwigni, aby była ona w położeniu poziomym. Na ramieniu zaznaczone były punkty oznaczające masę ważonego przedmiotu.
Była również druga odmiana konstrukcyjna bezmianu. W tym rozwiązaniu punkt zawieszenia ramienia był stały, a zmieniano położenie obciążnika. (Ten rodzaj wagi na ilustracjach)